# Vùng cao Małopolska
Vùng cao Małopolska (tiếng Ba Lan: Wyżyna Małopolska, còn được gọi là Lesser Poland Upland hoặc Lesser Polish Upland) là một vùng cao nằm ở phía Nam của Ba Lan, trong khu vực lịch sử của Lesser Poland. Nó kéo dài từ thung lũng của Vistula phía trên, giữa Kraków và Sandomierz, đến Opoczno và Radomsko ở phía tây bắc. Chiều cao trung bình là từ 200 đến 400 mét so với mực nước biển, với đỉnh cao nhất là Łysica trên dãy núi Holy Cross (612 mét so với mực nước biển). Các thành phố lớn của khu vực là Kielce, Ostrowiec więtokrzyski và, Skarżysko-Kamienna.
Vùng cao Ba Lan ít hơn được chia thành các tiểu vùng sau:
- Vùng cao Przingbórz (Wyzyna Przing Harborka), nằm ở góc phía tây bắc của Lesser Poland Upland, trong ba voivodeship - Łódź Voivodeship, Silesian Voivodeship và Świętokrzyskie. Przedbórz là miền núi có diện tích 5.300 km 2., Kéo dài dọc theo Thượng nguồn sông Pilica. Ngọn đồi cao nhất của nó (351 mét so với mực nước biển) nằm gần làng Ciesle. Bản thân Przingborz Upland được chia thành sáu tiểu vùng nhỏ hơn: Radomsko Hills, Opoczno Hills, Lelów Range, Włoszczowa Basin, Przingborz - Małogoszcz Range và Lopuszno Hills. Các thị trấn chính nằm ở Przingborz Upland là Radomsko, Opoczno, Przingbórz, Małogoszcz, Końskie và Włoszczowa.
- Lưu vực Nida (Niecka Nidzianska), còn được gọi là Lưu vực Miechów, nằm giữa Świętokrzyskie Voivodeship và Lesser Ba Lan Voivodeship. Đó là một vùng đất thấp, nằm giữa Ba Lan Jura và Kielce Upland. Điểm cao nhất của nó là Biala Gora (Núi Trắng), cao hơn mực nước biển 420 mét. Lưu vực Nida có dân cư thưa thớt, với các trung tâm đô thị lớn nhất Busko-Zdrój, Jędrzejów và Pińczów. Nó được chia thành các tiểu vùng sau: Cao nguyên Jedrzejow, Cao nguyên Proszowice, Đồi Wodzisław, Thung lũng Nida, Đồng bằng Solec Zdroj, Đồi Pińczów, Đồng bằng Polaniec và MiechówUpland.
- Kielce Upland (Wyzyna Kielecka), còn được gọi là Kielce - Sandomierz Upland. Nó nằm trong Mazovian Voivodeship, Łódzkie, và ŚWIĘTOKRZYSKIE trải dài từ khu vực của Opoczno ở phía tây bắc để Sandomierz ở phía đông nam, và bao gồm núi Świętokrzyskie, với đỉnh điểm cao nhất, Lysica (612 mét so với mực nước biển). Kielce miền núi được chia thành các tiểu vùng như sau: Suchedniów Plateau, Gielniów Hills, Iłża Foothills, núi Świętokrzyskie, Sandomierz Upland, và Szydłów Foothills.